# Liste von Flüssen in Portugal
Diese Liste von Flüssen in Portugal enthält die Flüsse von mehr als 100 km Länge auf der iberischen Halbinsel – soweit sie nicht komplett auf spanischem Boden liegen.
| Name     | Länge (km) | Flusssystem |
| -------- | ---------- | ----------- |
| Tejo     | 1007       | Tejo        |
| Douro    | 897        | Douro       |
| Guadiana | 829        | Guadiana    |
| Minho    | 340        | Minho       |
| Mondego  | 234        | Mondego     |
| Zêzere   | 214        | Tejo        |
| Sado     | 180        | Sado        |
| Vouga    | 148        | Vouga       |
| Odres    | 142,3      | Douro       |
| Tâmega   | 145        | Douro       |
| Lima     | 135        | Lima        |
| Cávado   | 135        | Cávado      |
| Côa      | 135        | Douro       |
| Águeda   | 130        | Douro       |